# 国際電子ビジネス専門学校
国際電子ビジネス専門学校は、1983年に創立された学校法人KBC学園が運営する沖縄県那覇市にある専修学校。
略称はkbcであり、大文字のKBCは学園グループ全体を表現する。
略称の由来については様々な経緯があるが、Knowledge Briskness Co-Operation（知識、活気、協調性）である。（2017年現在）

## 学科
情報スペシャリスト科・サイバーセキュリティコース　4年制
情報スペシャリスト科・ベーシックコース　2年制
ICTマネジメント科　3年制
ITエンジニア科・ゲームプログラムコース　3年制
ITエンジニア科・ゲームプログラムコース　4年制
ITエンジニア科・グラフィック・デザインコース　2年制　

## 沿革
1983年　国際ビジネス専門学校 創立（国際総合学院と契約を結ぶ）
1984年　国際ビジネス専門学校 開校
1986年　名称を国際電子ビジネス専門学校に変更
1987年　全国経理学校協会に加盟
1989年　那覇市旭町に校舎完成
1993年　経理系学科を分化独立
2011年　那覇市壺川に新校舎完成・移転

## 所在地
〒900-0025
沖縄県那覇市壺川3-5-3
最寄り駅は、壺川駅・徒歩5分

## KBC学園グループ
- 国際電子ビジネス専門学校
- 沖縄大原簿記公務員専門学校
- インターナショナルデザインアカデミー
  - インターナショナルデザインアカデミー 高等課程 - 未来高等学校 沖縄学習センター併設
- インターナショナルリゾートカレッジ
- 沖縄ペットワールド専門学校
- ビューティーモードカレッジ
- エルケア医療保育専門学校